# Острів Аполлонова
О́стрів Аполло́нова (рос. Остров Аполлонова) — острів в Північному Льодовитому океані, у складі архіпелагу Земля Франца-Йосифа. Адміністративно відноситься до Приморського району Архангельської області Росії.

## Географія
Острів знаходиться в північній частині архіпелагу, входить до складу Землі Зичі. Розташований біля північного сходу острова Паєра, навпроти мису Гострий Нос.
Острів не вкритий льодом, являє собою велику скелю.